# Henry Ranta
Henry Ranta, född 21 oktober 1977 i Sverige, har ett förflutet som trummis i band som Soilwork, Dopemonster, 5th Sonic Brigade, The Defaced, Terror 2000 etc. Numera är han aktiv i sitt projekt  Det egna bandet.

## Diskografi (urval)
| År   | Artist            | Album                                 | Singlar                              | DVD | Skivbolag          |
| ---- | ----------------- | ------------------------------------- | ------------------------------------ | --- | ------------------ |
| 2000 | Terror 2000       | Slaughterhouse Supremacy              |                                      |     | Scarlet Records    |
| 2000 | The Defaced       | Domination Commence                   |                                      |     | Scarlet Records    |
| 2000 | Soilwork          | The Chainheart Machine                |                                      |     | Listenable Records |
| 2001 | Soilwork          | A Predator's Portrait                 |                                      |     | Nuclear Blast      |
| 2001 | The Karma End     | S/T                                   |                                      |     | Own Label          |
| 2002 | The Defaced       | Karma in Black                        |                                      |     | Scarlet Records    |
| 2002 | Soilwork          | Natural Born Chaos                    |                                      |     | Nuclear Blast      |
| 2003 | Soilwork          | Figure Number Five                    |                                      |     | Nuclear Blast      |
| 2003 | Soilwork          |                                       | "Rejection Role"                     |     | Nuclear Blast      |
| 2003 | Soilwork          |                                       | "Light the Torch"                    |     | Nuclear Blast      |
| 2003 | Soilwork          | The Early Chapters                    |                                      |     | Listenable Records |
| 2008 | Soilwork          | A Predator's Portrait - Reloaded      |                                      |     | Nuclear Blast      |
| 2008 | The Defaced       | Anomaly                               |                                      |     | Scarlet Records    |
| 2008 | 5th Sonic Brigade |                                       | "Kiss of Death"                      |     | OMM / SPD          |
| 2009 | 5th Sonic Brigade |                                       | "Stop!" (Special Rockstar Edition)   |     | OMM / SPD          |
| 2009 | Soilwork          | Chainheart Machine W/Bonus            |                                      |     | Nuclear Blast      |
| 2009 | 5th Sonic Brigade |                                       | "The Whooo Song"                     |     | OMM / SPD          |
| 2009 | 5th Sonic Brigade | 5th Sonic Brigade                     |                                      |     | OMM / SPD          |
| 2009 | 5th Sonic Brigade |                                       | "The Whooo Song - Club Edition"      |     | OMM / SPD          |
| 2009 | 5th Sonic Brigade |                                       | "God Damn"                           |     | OMM / SPD          |
| 2009 | 5th Sonic Brigade | ReUnation - A Tribute To Running Wild |                                      |     | Remedy Records     |
| 2009 | 5th Sonic Brigade |                                       | "Christopher Tod - Artist's Edition" |     | OMM / SPD          |
| 2010 | 5th Sonic Brigade |                                       | "Knock, Knock On My Door Again"      |     | OMM / SPD          |
| 2010 | 5th Sonic Brigade | The Crimson Covers - W.A.S.P. Tribute |                                      |     | Remedy Records     |
| 2010 | 5th Sonic Brigade |                                       | "The A.I.K Song"                     |     | OMM / SPD          |
| 2010 | 5th Sonic Brigade | AIK - Keep It Black                   |                                      |     | OMM / SPD          |
| 2011 | 5th Sonic Brigade |                                       | "Everyday Turns Out The Same"        |     | OMM / SPD          |
| 2013 | 5th Sonic Brigade |                                       | "Teacher"                            |     | OMM / SPD          |